# La Province (Mauriac)
Pour les articles homonymes, voir La Province.
La Province est un essai de François Mauriac publié en 1926 chez Hachette.
Il a été réédité en 1988.
Dans cet essai, l'auteur s'interroge dans des promenades solitaires dans le jardin public de Bordeaux.